# Steven Mithen
Steven Mithen (* 16. Oktober 1960) ist ein britischer Archäologe. Er ist Professor für Vor- und Frühgeschichte an der University of Reading und leitet dort auch die School of Human and Environmental Sciences. Neben seiner Beteiligung an Ausgrabungen im Nahen Osten und in Schottland wurde er insbesondere als Autor mehrerer populärwissenschaftlicher Bücher bekannt. Hierbei lagen seine Schwerpunkte insbesondere auf dem Gebiet der kognitiven Archäologie. 2004 wurde er zum Mitglied der British Academy gewählt.

## The Prehistory of the mind
In seinem Buch The prehistory of the mind, erschienen 1996, zeichnet Mithen die kognitive Entwicklung der letzten sechs Millionen Jahre nach, seit sich die Wege von Mensch und Affe getrennt haben. Mithen versucht, die archäologischen Funde in Einklang zu bringen mit neueren Erkenntnissen der Hirnforschung und der Entwicklungspsychologie über die Struktur des menschlichen Geistes. Nach seiner Theorie unterscheidet sich das Denken des modernen Menschen (Homo sapiens) von dem seiner Vorfahren und Verwandten durch eine Eigenschaft, die er als kognitive Fluidität bezeichnet (cognitive fluidity).
Dabei nimmt er Bezug auf die Modularität des Gehirns: Nach den Erkenntnissen der Entwicklungspsychologie gibt es im Gehirn verschiedene, eigens dafür zuständige Module die zur Verarbeitung unterschiedlicher Reize zuständig sind, etwa für Sprache, für physikalisch-technische Vorgänge, für Lebewesen oder für soziale Beziehungen. Frühe Vorfahren wie Homo erectus oder auch ausgestorbene Verwandte (wie der Neandertaler) dachten nach Mithens Theorie ebenfalls modular. Das neue am modernen Menschen sei, dass er Verbindungen zwischen diesen Modulen herstelle. Dies zeige sich unter anderem an Phänomenen wie der Herstellung von Schmuck: Dabei werden technische Fähigkeiten innerhalb sozialer Kontexte genutzt. Auch benutzte der moderne Mensch erstmals tierische Materialien (also Elemente aus dem Bereich der Biologie) für technische Zwecke.

## The singing Neanderthals
In diesem Buch formuliert Mithen seine Theorie, wonach Sprache und Musik zwei Kommunikationsformen sind, die aus einem gemeinsamen Vorgängersystem hervorgegangen sind, das bereits beim Homo habilis verbreitet war. Die vermutete Proto-Sprache nennt er der Anschaulichkeit halber „Hmmmmm“ – zugleich eine Abkürzung für die aus seiner Sicht zentralen Merkmale des frühen Kommunikationssystems: holistisch, manipulativ, multi-modal, musikalisch und mimetisch. In seinem Buch folgt er damit der holistischen Sprachtheorie der Linguistin Alison Wray, wonach die Proto-Sprache sich also aus verschiedenen Lautäußerungen mit jeweils komplexer Bedeutung zusammengesetzt und nicht aus Worten oder wortähnlichen Einheiten, wie es die kompositorische Sprachtheorie annimmt.

## Schriften
- Thoughtful foragers: A study of prehistoric decision making. Cambridge 1990, ISBN 0-521-35570-2
- The prehistory of the mind: A search for the origins of art, religion, and science. London 1996, ISBN 0-500-05081-3
- Creativity in human evolution and prehistory. London 1998, ISBN 0-415-16096-0
- Problem-solving and the evolution of human culture. London 1999, ISBN 0-904-67425-8
- After the Ice: a global human history, 20,000-5000 BC. Cambridge, Mass. 2003
- The Singing Neanderthals: the Origins of Music, Language, Mind and Body. London: Weidenfeld & Nicholson 2005
- The Language Puzzle: How we Talked Our Way Out of the Stone Age. London: Weidenfeld & Nicholson 2024.